# كفر الجوهري
قرية كفر الجوهرى هي إحدى القرى التابعة لمركز ميت غمر في محافظة الدقهلية في جمهورية مصر العربية. حسب إحصاءات سنة 2006، بلغ إجمالي السكان في كفر الجوهرى 1473 نسمة، منهم 752 رجل و721 امرأة.